# Летние Всемирные военные игры 2007
Летние Всемирные военные игры 2007 года (англ. 2007 Summer Military World Games) — международные спортивные соревнования, прошедшие в индийских городах Секундерабад и Хайдарабад с 14 по 21 октября (некоторые соревнования прошли в Мумбаи). В соревнованиях приняли участие свыше 5 тысяч спортсменов-военных из 101 страны. Девиз игр — «Дружба через спорт» (англ. Friendship Through Sport).

## Подготовка
4 августа 2007 года огонь летних Всемирных военных игр начал своё путешествие из города Лех в Канниякумари. 5 августа он прибыл в Нью-Дели. Подготовка к играм была омрачена терактом в августе, совершённым в обоих городах, однако организаторы не решились переносить сроки или менять город проведения. Расследование установило, что организаторы взрывов планировали теракты в разгар Игр.
Церемония открытия прошла 14 октября в Хайдарабаде на стадионе имени Ганти Моханы Чандры Байалоги, игры открывала президент Пратибха Патил. Закрытие игр прошло 21 октября на том же стадионе, игры закрывал министр обороны Индии Аракапарамбил Куриен Энтони.

## Дисциплины
Комплекты наград разыгрывались в 14 дисциплинах:

| - Бокс (детали) - Борьба (детали) - Военно-спортивное многоборье (детали) - Волейбол (детали) - Гандбол (детали) | - Парашютный спорт (детали) - Дзюдо (детали) - Лёгкая атлетика (детали) - Парусный спорт (детали) - Плавание (детали) | - Прыжки в воду (детали) - Стрельба (детали) - Триатлон (детали) - Футбол (детали) |

## Результаты

### Медальный зачёт
По итогам медального зачёта первое место заняла сборная России, выиграв ровно 100 медалей (42 золотых, 29 серебряных и 29 бронзовых). На втором месте была сборная Китая (38-22-13), на третьем сборная Германии (7-10-13).

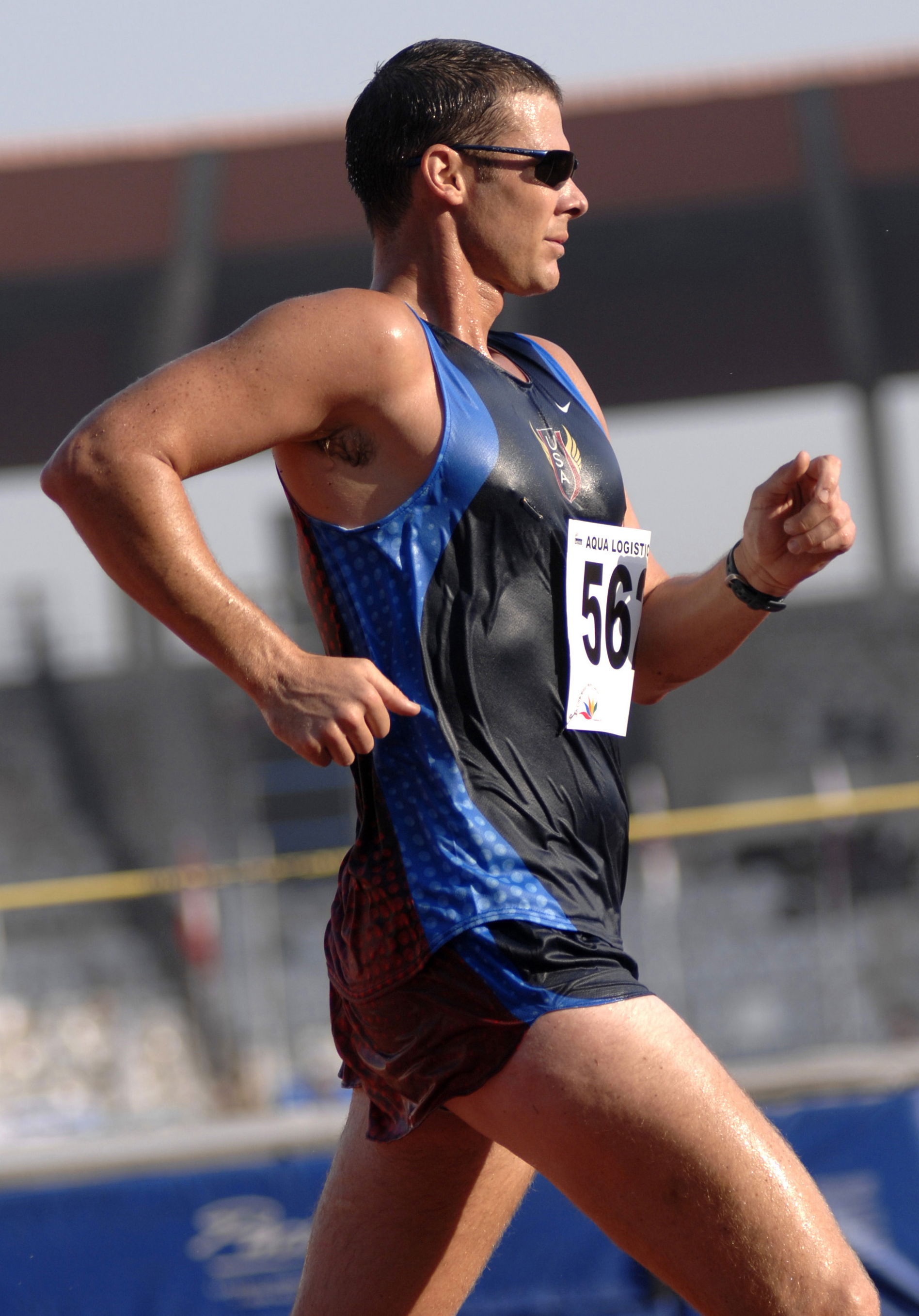
Джон Нан (сборная США, сержант) на соревнованиях по спортивной ходьбе

 Цветом выделены хозяева турнира
| Место    | Страна            | Золото | Серебро | Бронза | Всего |
| -------- | ----------------- | ------ | ------- | ------ | ----- |
| 1        | Россия            | 42     | 29      | 29     | 100   |
| 2        | Китай             | 38     | 22      | 13     | 73    |
| 3        | Германия          | 7      | 10      | 13     | 30    |
| 4        | Италия            | 7      | 8       | 14     | 29    |
| 5        | Украина           | 5      | 6       | 15     | 26    |
| 6        | Кения             | 5      | 5       | 2      | 12    |
| 7        | Узбекистан        | 5      | 2       | 7      | 14    |
| 8        | Польша            | 4      | 5       | 7      | 16    |
| 9        | Словения          | 4      | 4       | 1      | 9     |
| 10       | Саудовская Аравия | 4      | 0       | 1      | 5     |
| 11       | КНДР              | 3      | 8       | 10     | 21    |
| 12       | Греция            | 3      | 5       | 3      | 11    |
| 13       | Турция            | 3      | 2       | 4      | 9     |
| 14       | Беларусь          | 2      | 10      | 11     | 23    |
| 15       | США               | 2      | 6       | 2      | 10    |
| 16       | Республика Корея  | 2      | 4       | 7      | 13    |
| 17       | Норвегия          | 2      | 3       | 0      | 5     |
| 18       | Румыния           | 2      | 2       | 5      | 9     |
| 19       | Австрия           | 2      | 1       | 9      | 12    |
| 20       | Индия (хозяева)   | 2      | 1       | 7      | 10    |
| 21       | Словакия          | 2      | 1       | 1      | 4     |
| 22       | Нидерланды        | 2      | 0       | 2      | 4     |
| 23       | Бельгия           | 2      | 0       | 0      | 2     |
| 24       | Катар             | 1      | 2       | 2      | 5     |
| 25       | Судан             | 1      | 1       | 1      | 3     |
| 26       | Марокко           | 1      | 1       | 0      | 2     |
| 27       | Шри-Ланка         | 1      | 0       | 1      | 2     |
| 28       | Эквадор           | 1      | 0       | 0      | 1     |
| 28       | Египет            | 1      | 0       | 0      | 1     |
| 28       | Эстония           | 1      | 0       | 0      | 1     |
| 31       | Азербайджан       | 0      | 3       | 1      | 4     |
| 32       | Иран              | 0      | 2       | 2      | 4     |
| 33       | Латвия            | 0      | 2       | 1      | 3     |
| 33       | Бразилия          | 0      | 2       | 1      | 3     |
| 33       | Финляндия         | 0      | 2       | 1      | 3     |
| 36       | Франция           | 0      | 1       | 5      | 6     |
| 37       | Бахрейн           | 0      | 1       | 3      | 4     |
| 38       | Чехия             | 0      | 1       | 2      | 3     |
| 39       | Швейцария         | 0      | 1       | 1      | 2     |
| 39       | Тунис             | 0      | 1       | 1      | 2     |
| 41       | Болгария          | 0      | 1       | 0      | 1     |
| 41       | Камерун           | 0      | 1       | 0      | 1     |
| 41       | Венгрия           | 0      | 1       | 0      | 1     |
| 44       | Литва             | 0      | 0       | 6      | 6     |
| 45       | Алжир             | 0      | 0       | 4      | 4     |
| 46       | ОАЭ               | 0      | 0       | 2      | 2     |
| 47       | Испания           | 0      | 0       | 1      | 1     |
| 47       | Афганистан        | 0      | 0       | 1      | 1     |
| 47       | Дания             | 0      | 0       | 1      | 1     |
| Источник |                   |        |         |        |       |

### Выступление сборной России
Сборная России завоевала 100 медалей за 7 дней соревнований, из них 42 золотые. Россия выиграла общекомандный зачёт в четырёх видах спорта: борьбе, плавании, дзюдо и парашютном спорте, не попав на пьедестал только в парусном спорте. Чемпионами игр в составе сборной России стали:
- Евгений Лагунов (плавание — вольный, 100 м[5]; эстафета, вольный, 4×200 м[6]; эстафета, вольный, 4x100 м[7]; кроль, 50 м[8])
- Григорий Фалько (плавание — брасс, 100 м)[5]
- Елена Богомазова (плавание — брасс, 100 м[5]; брасс, 50 м[7])
- Николай Скворцов (плавание — баттерфляй, 100 м[5]; баттерфляй, 200 м[6]; эстафета, комби, 4x100 м[8])
- Дарья Паршина (плавание — комплекс, 200 м[5]; кроль, 200 м[9])
- Елена Болсун (лёгкая атлетика — 100 м)[5]
- Юрий Прилуков (плавание — вольный, 400 м[6]; эстафета, вольный, 4x100 м[7])
- Андрей Капралов (плавание — эстафета, вольный, 4×200 м[6]; эстафета, вольный, 4x100 м[7]; эстафета, комби, 4x100 м[8])
- Андрей Гречин (плавание — эстафета, вольный, 4×200 м[6]; эстафета, вольный, 4x100 м[7])
- Андрей Крылов (плавание — эстафета, вольный, 4x200 м)[6]
- Сергей Коваленко (греко-римская борьба, до 66 кг)[6]
- Вартарес Самургашев (греко-римская борьба, до 74 кг)[10]
- Алексей Мишин (греко-римская борьба, до 84 кг)[10]
- Вячеслав Джасте (греко-римская борьба, до 60 кг)[10]
- Александр Анучин (греко-римская борьба, до 120 кг)[10]
- Артём Хаджибеков (стрельба, винтовка, 300 м, команда)[10]
- Константин Приходченко (стрельба, винтовка, 300 м, команда)[10]
- Юрий Федькин (стрельба, винтовка, 300 м, команда)[10]
- Владимир Тугушев (стрельба, винтовка, 300 м, команда)[10]
- Никита Антонов (стрельба, винтовка, 300 м, команда)[10]
- Анна Омарова (лёгкая атлетика, толкание ядра)[9]
- Андрей Терешин (лёгкая атлетика, прыжки в высоту)[9]
- Алексей Дроздов (лёгкая атлетика, десятиборье)[9]
- Алан Дудаев (вольная борьба, до 66 кг)[7]
- Хаджимурад Гацалов (вольная борьба, до 96 кг)[7]
- Анна Харитонова (дзюдо, до 52 кг)[7]
- Юлия Пахалина (прыжки в воду, трамплин, 1 м)[7]
- Михаил Неструев (стрельба, пистолет, 25 м, команда)[7]
- Сергей Поляков (стрельба, пистолет, 25 м, команда)[7]
- Алексей Проксин (стрельба, пистолет, 25 м, команда)[7]
- Антон Гурьянов (стрельба, пистолет, 25 м, команда)[7]
- Алексей Зубок (бокс, до 64 кг)[8]
- Даниил Швед (бокс, до 75 кг)[8]
- Сергей Ковалёв (бокс, до 81 кг)[8]
- Рамазан Саритов (вольная борьба, до 60 кг)[8]
- Сажид Сажидов (вольная борьба, до 84 кг)[8]
- Курамагомед Курамагомедов (вольная борьба, свыше 120 кг)[8]
- Евгений Алёшин (плавание, эстафета, комби, 4x100 м)[8]
- Александр Овчинников (плавание, эстафета, комби, 4x100 м)[8]
- Галина Беляева (стрельба, пистолет, 25 м)[8]
- Евгений Кудяков (дзюдо, до 60 кг)[8]
- Флора Мхитарян (дзюдо, до 78 кг)[8]
- Людмила Швец (пятиборье, эстафета)[8]
- Елена Симонова (пятиборье, эстафета)[8]
- Наталья Романова (пятиборье, эстафета)[8]
- Дмитрий Максимов (парашютный спорт, точность приземления, личное первенство)[4]
- Ольга Лепезина (парашютный спорт, точность приземления, личное первенство)[4]
- Женская сборная России (парашютный спорт, командное первенство)[4]
- Женская сборная России (парашютный спорт, по сумме упражнений)[4]